# Marian Himner
Marian Stephan Himner, né le 10 décembre 1887 près de Kielce et mort le 22 juillet 1916 à Bougarber, est un archéologue polonais.

## Biographie
Étudiant à la Sorbonne, il obtient son doctorat en 1913 en section géographie, en ayant rédigé son mémoire sur les fouilles archéologiques qu'il a pu réaliser en Podolie. Il travaille au Musée du Louvre.
Lorsque la Première Guerre mondiale éclate, il habite rue Leneveux à Paris. À l'appel du Comité des volontaires polonais, il s'engage dans la légion étrangère. Il est intégré comme d'autres de ses compatriotes parmi la Légion des Bayonnais.
Lors des premiers combats dans la Somme, il repère près du village de Prunay, une petite église en ruine. Depuis son cantonnement du front, il écrit à Edmond Pottier, directeur du Louvre, lequel accédera favorablement à sa demande de sauvegarder les vitraux de cette petite église; ces derniers seront datés du XVIe siècle et préservés.
Il est en première ligne pendant la bataille de l'Artois, dans les assauts des 9 mai et 16 juin 1915, il est blessé au visage et reste quelque temps en convalescence à Argentan.
Il prend le grade de caporal et change d'arme quand l'occasion lui est donnée : il passe à l'aviation. Élève en fin 1915, il obtient son brevet en mars 1916.
Alors qu'il termine juste sa formation et avant de partir sur le front, il est mortellement blessé lors d'un accident en service.

## Publication
- Étude sur la civilisation prémycénienne dans le bassin de la mer Noire, d'après des fouilles personnelles.

## Décorations
- Croix de la Valeur
- Croix de l'Indépendance